# Ecce Homo

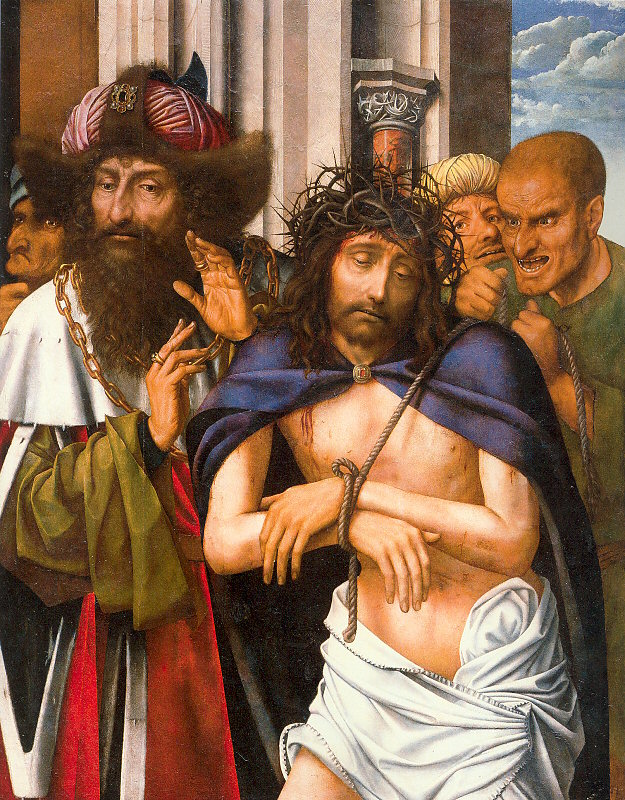
Ecce Homo, door Quinten Matsijs in het Dogepaleis in Venetië.

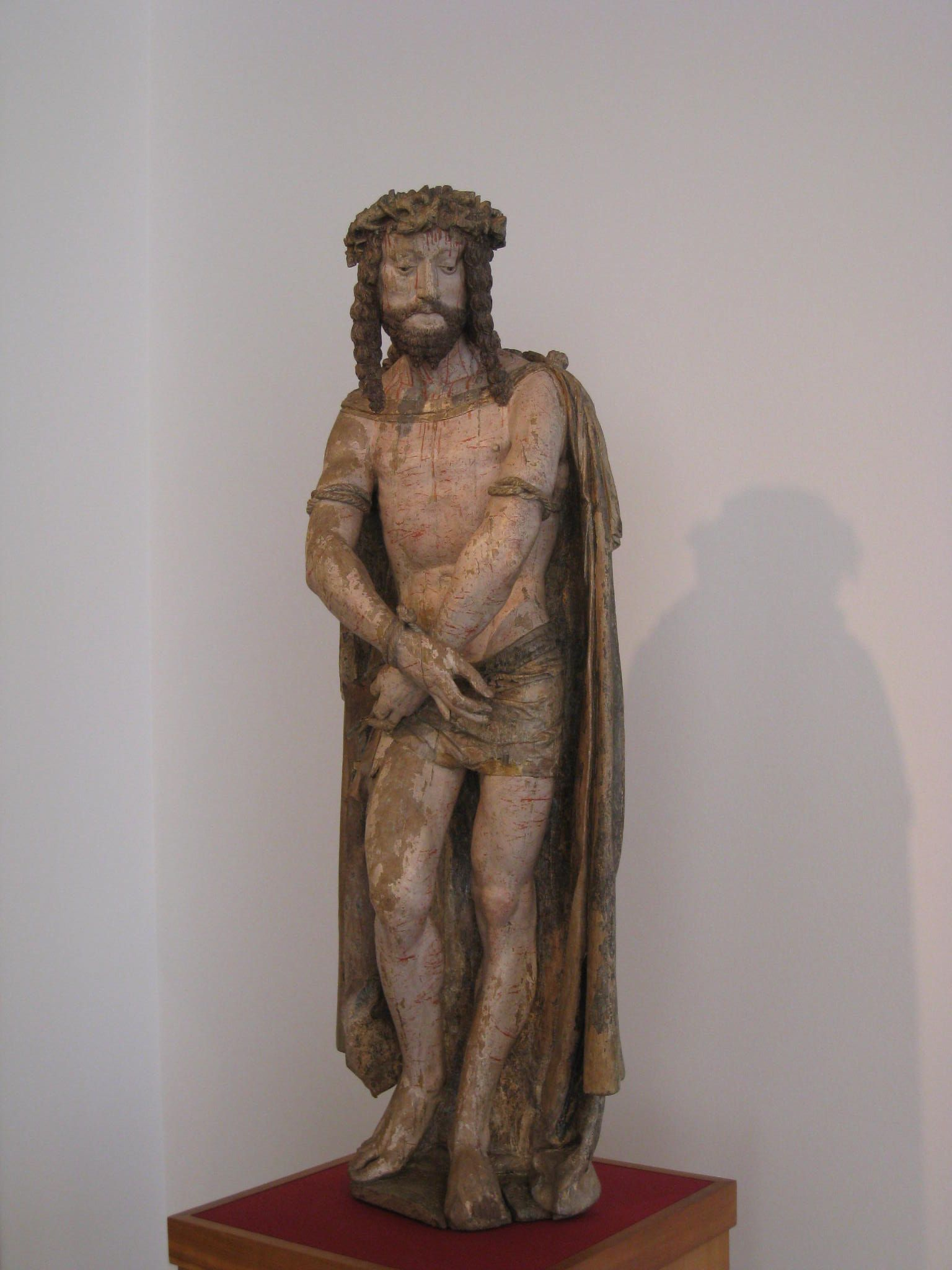
Ecce Homo (ca. 1500-1510), Zuidelijke Nederlanden, gepolychromeerd eikenhout

"Ecce Homo" is Latijn en betekent "Zie de mens". Volgens Johannes 19:5 in de Vulgaat (de Latijnse vertaling van het Nieuwe Testament) zei de Romeinse prefect Pontius Pilatus dit toen hij Jezus toonde aan het joodse volk. Kort daarvoor had hij Jezus laten geselen en hadden de Romeinse soldaten Jezus met een doornenkroon, spotmantel en koninklijke attributen uitgedost. Deze scene behoort tot het verhaal over het proces tegen Jezus.

## Doorwerking in de kunst
De verbeelding van de gegeselde Christus met doornenkroon, spotmantel en gesel in de gewonde handen vormt in de Westerse beeldende kunst een geliefd thema, zowel in de schilderkunst als de beeldhouwkunst. Deze werken worden vaak met Ecce homo aangeduid, ook al is de officiële titel vaak "Christus voor Pilatus". Om die reden wordt ecce homo ook gebruikt als aanduiding voor deze categorie kunstwerken.
De eerste afbeeldingen van ecce homo in de kunst verschenen in de 9e en 10e eeuw in de Syrisch-Byzantijnse cultuur van de Antiochisch-Griekse christenen.
De vroegste afbeeldingen van ecce homo in het westen stammen uit de middeleeuwen, zoals in de Codex Egberti en de Codex Aureus Epternacensis, maar de meeste afbeeldingen in die periode betreffen het plaatsen van de doornenkroon en het bespotten van Jezus.
Pas ergens in de 15e eeuw werden afbeeldingen van taferelen in het passieverhaal gebruikelijk. Rond 1450 werd ecce homo voor het eerst geschilderd, mogelijk in de schildersschool van Rogier van der Weyden, maar ook het tafereel "Große Passion" van Albrecht Dürer geldt als zeer vroeg. Het is de toenaam van enkele etsen van Rembrandt, waarin hij deze Bijbelse scène afbeeldt. In de Zuidelijke Nederlanden rond 1500 na Chr. wordt ecce homo ook uitgebeeld via eikenhouten levensgroot gepolychromeerde beelden.
In 2012 kwam een Ecce homo-fresco in het Spaanse stadje Borja in het nieuws toen deze na beschadiging bij een schoonmaakactie op amateuristische wijze werd bijgetekend.
"Ecce homo" is ook de titel van een werk van de filosoof Friedrich Nietzsche (1888). Bovendien is er een aantal films onder deze titel verschenen, zoals in 2001 een Italiaans gesproken Duitse film, geregisseerd door Mirjam Kubescha. Een andere culturele referentie vindt men terug in het album Mauvaises Nouvelles des Étoiles van de Franse artiest Serge Gainsbourg, waarin het thema "Ecce homo" in het gelijknamige lied herhaaldelijk terugkeert.

## Voorbeelden
- Ecce Homo (Jheronimus Bosch)
- Ecce Homo (toegeschreven aan Jheronimus Bosch)
- Ecce Homo (navolger van Jheronimus Bosch)
- Achterzijde van paneel Madonna met zegenend kind en een franciscaan in aanbidding, circa 1465, Antonello da Messina
- Ecce Homo (Gerard Seghers, c. 1650), Sint-Pieterskerk in Leuven.